# Porat (Chorvatsko)
Porat (italsky Porto di Malinsca) je vesnice a přímořské letovisko v Chorvatsku v Přímořsko-gorskokotarské župě. Je nejzápadnější vesnic tvořících sídlo Dubašnica. Nachází se na ostrově Krku, asi 44 km od Rijeky. V roce 2011 zde žilo celkem 192 obyvatel.
Sousedními letovisky jsou Pinezići a Vantačići.